# Ptochophyle jabaina
Ptochophyle jabaina là một loài bướm đêm trong họ Geometridae.